# Stachyphrynium placentarium
La dong
Espèce
Synonymes
- Maranta parviflora (Roxb.) A.Dietr.[2]
- Phrynium densiflorum Blume[2]
- Phrynium glabrum Ridl.[2]
- Phrynium parviflorum Roxb.[2]
- Phrynium sinicum Miq.[2]
- Phrynium tetranthum K.Schum.[2]
- Phyllodes densiflora (Blume) Kuntze[2]
- Phyllodes placentaria Lour.[2]

Stachyphrynium placentarium, ou « la dong », est une espèce de plantes monocotylédones de la famille des Marantaceae, originaire d'Asie du Sud.

## Description
Stachyphrynium placentarium est une plante herbacée, à rhizome rampant, haute de 1 à 2 m. Les feuilles peu nombreuses (2 ou 3) peuvent atteindre 55 cm de long et 23 cm de large,.

## Utilisation

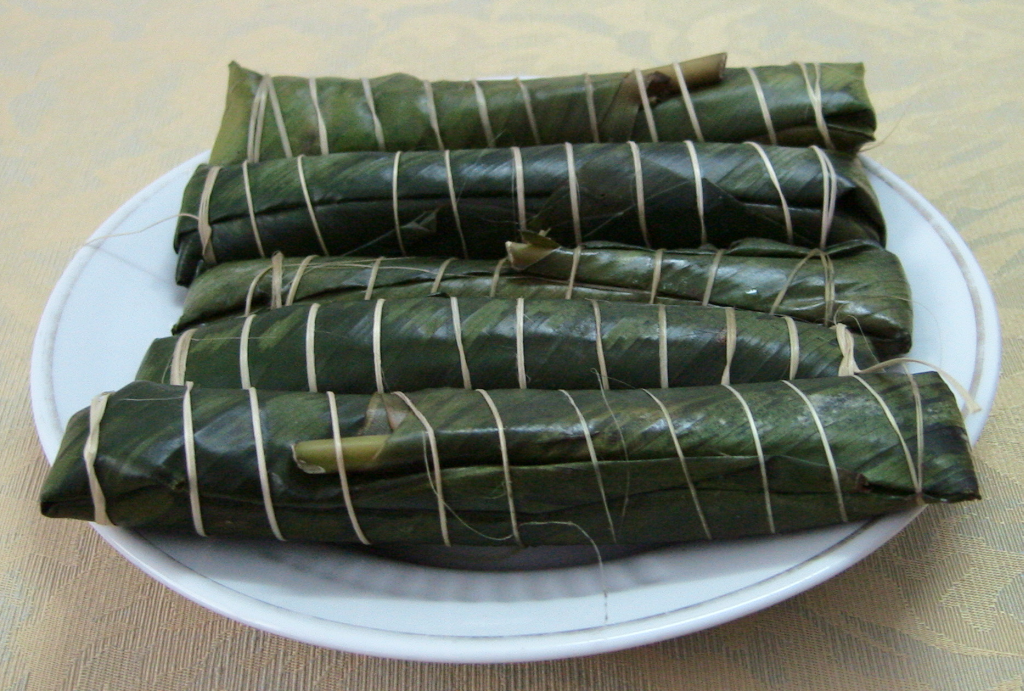
Bánh tẻ, gâteau de riz bouilli dans des feuilles de lá dong au Vietnam.

Cultivées et commercialisées sous le nom de « la dong » les feuilles sont utilisées comme papillotes pour emballer des aliments pour la cuisson,.